# Хабаровск
Хаба́ровск е град (от 1881) в Русия, административен център на Хабаровски край и на Далекоизточния федерален окръг. Населението му към 2018 г. наброява 618 150 души.

## История
Градът е разположен на десния бряг на река Амур, на 30 км от границата с Китай и на 800 км от Владивосток. Разстоянието от Москва по права линия е приблизително 6100 км, а по железопътната линия – 8533 км. Има железопътна гара, шосеен възел, аерогара, речно пристанище.
Основан през 1858 г. като военен пост Хабаровка, наречен в чест на руския пътешественик от 17 век Ерофей Хабаров. От 1880 е административен център на Приморска област, от 1884 – на Приамурското генерал-губернаторство. На Хабаровск е преименуван през 1893.
От ноември 1922 в състава на Далекоизточната република влиза в РСФСР. От 1926 е административен център на Далекоизточния край, а от 1938 – на Хабаровски край. През 2002 получава статут на административен център на Далекоизточния федерален окръг на Русия.

## Население
| 1880    | 1884    | 1897    | 1913    | 1931    | 1939    | 1956    |
| ------- | ------- | ------- | ------- | ------- | ------- | ------- |
| 1400    | 5000    | 15 000  | 52 000  | 69 100  | 199 172 | 280 000 |
| 1959    | 1970    | 1973    | 1975    | 1979    | 1982    | 1986    |
| 322 744 | 435 962 | 474 000 | 502 000 | 527 848 | 553 000 | 579 000 |
| 1989    | 1990    | 1991    | 1992    | 1994    | 1996    | 1998    |
| 600 623 | 616 000 | 613 000 | 615 000 | 609 000 | 614 000 | 612 000 |
| 2000    | 2002    | 2004    | 2006    | 2007    | 2008    | 2009    |
| 607 000 | 583 072 | 580 000 | 578 100 | 577 400 | 577 300 | 579 168 |
| 2010    | 2011    | 2012    | 2013    | 2014    | 2015    | 2016    |
| 577 441 | 577 753 | 585 556 | 593 636 | 601 043 | 607 216 | 611 160 |

## Климат
Хабаровск е разположен в зона на влажен умереноконтинентален климат, със студена зима и топло лято. Средната годишна температура е 2.4 °C.
| Климатични данни за Хабаровск         | Климатични данни за Хабаровск | Климатични данни за Хабаровск | Климатични данни за Хабаровск | Климатични данни за Хабаровск | Климатични данни за Хабаровск | Климатични данни за Хабаровск | Климатични данни за Хабаровск | Климатични данни за Хабаровск | Климатични данни за Хабаровск | Климатични данни за Хабаровск | Климатични данни за Хабаровск | Климатични данни за Хабаровск | Климатични данни за Хабаровск |
| Месеци                                | яну.                          | фев.                          | март                          | апр.                          | май                           | юни                           | юли                           | авг.                          | сеп.                          | окт.                          | ное.                          | дек.                          | Годишно                       |
| Абсолютни максимални температури (°C) | 0,6                           | 6,3                           | 17,0                          | 28,6                          | 31,5                          | 36,4                          | 35,7                          | 35,6                          | 29,8                          | 25,8                          | 15,5                          | 6,6                           | 36,4                          |
| Средни максимални температури (°C)    | −15,7                         | −10,7                         | −1,5                          | 10,4                          | 18,6                          | 23,9                          | 26,6                          | 24,8                          | 19,1                          | 10,0                          | −3,1                          | −13,5                         | 7,4                           |
| Средни температури (°C)               | −19,8                         | −15,4                         | −6,4                          | 4,8                           | 12,4                          | 18,1                          | 21,3                          | 19,6                          | 13,7                          | 5,1                           | −7,2                          | −17,3                         | 2,4                           |
| Средни минимални температури (°C)     | −23,5                         | −19,7                         | −11                           | 0,1                           | 7,1                           | 13,0                          | 16,8                          | 15,9                          | 9,2                           | 1,0                           | −10,6                         | −20,6                         | −1,9                          |
| Абсолютни минимални температури (°C)  | −40                           | −35,1                         | −28,9                         | −15,1                         | −3,1                          | 2,2                           | 6,8                           | 4,9                           | −3,3                          | −15,6                         | −27,4                         | −36,7                         | −40                           |
| Средни месечни валежи (mm)            | 14                            | 11                            | 22                            | 44                            | 61                            | 72                            | 133                           | 153                           | 79                            | 50                            | 26                            | 17                            | 682                           |
| ------------------------------------- | ----------------------------- | ----------------------------- | ----------------------------- | ----------------------------- | ----------------------------- | ----------------------------- | ----------------------------- | ----------------------------- | ----------------------------- | ----------------------------- | ----------------------------- | ----------------------------- | ----------------------------- |
| Източник: Погода и Климат             |                               |                               |                               |                               |                               |                               |                               |                               |                               |                               |                               |                               |                               |

## Икономика
Развити са металургията, машиностроенето, нефтопреработването, фармацевтичната и хранително-вкусовата промишлености. Градът е важен железопътен възел на Транссибирската магистрала и разполага с международно летище. Въпреки това е един от най-бедните райони на Руската Федерация
През 2021 г. е завършено изграждането на платен високоскоростен обход на града

## Побратимени градове
- Ниигата, Япония (1965)
- Портленд, Орегон, САЩ (1988)
- Виктория, Канада (1990)
- Харбин, Китай
- Пучхон, Южна Корея (2002)
- Саня, Китай (2011)
- Чхънджин, Северна Корея (2011)

## Личности
Родени в Хабаровск
- Александър Алиев – украински футболист
- Ефим Зелманов – руски математик, носител на Филдсов медал
- Константин Сиденко – руски военен деец